# Гільєрме Насіменто
Гільєрме де Соуза Насіменто (порт.-браз. Guilherme de Souza Nascimento; нар. 3 вересня 2002,  Макажуї, Рорайма, Бразилія) — бразильський футболіст, центральний захисник тарасівського ЮКСА.

## Життєпис

### Ранні роки
Народився в місті Макажуї, штат Рорайма. Футболом розпочав займатися в 11-річному віці у школі рідного міста. У 2019 році на юнацькому рівні виступав за «Вело Клуб», де провів 2 поєдинки. Наступного року перебрався до «Атлетіко Можі», у футболці якого дебютував 17 жовтня 2020 року в програному (0:2) домашньому поєдинку 1-го туру першого групового раунду (група 6) другого дивізіону Ліги Паулісти проти Мартінкейри. Гільєрме вийшов на поле в стартовому складі та відіграв увесь матч. Загалом у складі «Атлетіко Можі» за два сезони провів 12 матчів у другому дивізіоні Ліги Паулісти. Побував на перегляді у ковалівському «Колосі», але через повномасштабне вторгнення Росії до України, повернувся на батьківщину. Наприкінці червня 2022 року перебрався до литовського «Маріямполе Сіті», де виступав до кінця календарного року.

### «Нива» (Вінниця)
5 квітня 2023 року підписав контракт з «Нивою». У футболці вінницького клубу дебютував 15 квітня 2023 року в переможному (3:2) виїзному поєдинку 12-го туру Другої ліги України проти одеського «Реал Фарма». Насіменто вийшов на поле в стартовому складі та відіграв увесь матч. До завершення сезону 2022/23 років виходив на поле у 6-ти матчах Другої ліги. По завершенні орендної угоди з «Діназом» у 30 червня 2024 року повернувся до «Ниви».

### Оренда в «Діназ»
Наприкінці серпня 2023 року в пошуках ігрової практики перебрався в оренду до «Діназу». Дебютував за київський клуб 27 серпня 2023 року в програному (0:3) виїзному поєдинку 5-го туру групи Б Першої ліги України проти іншого столичного клубу, «Лівого берега». Гільєрме вийшов на поле на 46-й хвилині замість Тимофія Калинчука. Першим голом у професійному футболі відзначився 3 вересня 2023 року на 54-й хвилині переможного (3:1) домашнього поєдинку 6-го туру групи Б Першої ліги України проти «Гірник-Спорту». Насіменто вийшов на поле в стартовому складі та відіграв увесь матч. Загалом у другому за силою дивізіоні українського чемпіонату провів 14 матчів, відзначився 2-ма голами.